# Маастрихтський договір
Маастри́хтський до́гові́р (англ. Maastricht Treaty) (формально, До́гові́р про утво́рення Європе́йського Сою́зу), також відомий як До́гові́р про функціонува́ння Європе́йського Сою́зу (ДФЄС) — договір, який започаткував Європейський Союз. Укладений у 1992 році між тодішніми дванадцятьма державами-членами Європейських Спільнот, він оголосив про «новий етап у процесі європейської інтеграції» головним чином у положеннях про спільне європейське громадянство, про потенційне запровадження єдиної валюти та спільну зовнішню політику та політику безпеки, а також ряд змін до європейських інституцій та процедур прийняття ними рішень, не в останню чергу посилення повноважень Європейського парламенту. Незважаючи на те, що багато хто сприймав це як провісник «федеративної Європи», ключові сфери залишалися міжурядовими, а національні уряди надалі колективно приймали ключові рішення. Ці конституційні дебати тривали під час переговорів щодо наступних договорів (див. нижче), кульмінацією яких став Лісабонський договір 2007 року.
Після боргової кризи в єврозоні, що розгорнулася в 2009 році, найпоширенішим посиланням на Маастрихтський договір було посилання на правила відповідности – «маастрихтські критерії» – для валютного союзу.
На тлі завершення холодної війни та возз’єднання Німеччини, а також в очікуванні прискореної глобалізації, договір врегулював напруженість між державами-членами, які прагнули глибшої інтеграції, і тими, хто бажає зберегти більший національний контроль.

## Положення договору
«Вирішивши продовжувати процес створення дедалі тіснішого союзу між народами Європи», Договір пропонує «подальші кроки, які необхідно здійснити для просування європейської інтеграції» під сімома заголовками.
Розділ I, Загальні положення, засновує Європейський Союз (ЄС) на основі трьох, уже частково об’єднаних Європейських Спільнот: Європейської економічної спільноти (ЄЕС), Європейської спільноти вугілля та сталі (ЄОВС) та Європейської спільноти з атомної енергії (Євратом). Він підтверджує, що серед його цілей є «запровадження громадянства Союзу», спільного для громадян держав-членів; «економічний і валютний союз, що зрештою включає єдину валюту»; і «спільна зовнішня політика та політика безпеки, включаючи остаточне формування спільної оборони».
Розділ II, Положення про внесення змін до Договору про заснування Європейської економічної спільноти, переформулює ЄЕС як центральну «підвалину» Союзу. Він вносить поправки до Римського договору ЄЕС, перейменовуючи його на Європейську Спільноту, щоб відобразити ширші амбіції Союзу. Поправки передбачають (як детально описано в доданих протоколах) поетапне просування до валютного союзу, включаючи перш за все критерії цінової стабільности для прийняття єдиної валюти та для діяльності майбутнього Європейського центрального банку (ЄЦБ).
Інші поправки створюють офіс європейського омбудсмена, розширюють допомогу структурних фондів біднішим регіонам ЄС; і розширити компетенцію Спільноти в освіті, культурі, охороні здоров'я, захисту споживачів, транс'європейських мережах, промисловости та довкіллі.
У цих та інших сферах, які не підпадають під «виключну компетенцію» Спільноти, відповідно до «принципу субсидіарности» дії мають бути вжиті лише у тому випадку, якщо «через масштаб або наслідки» цілі не можуть бути досягнуті більш «ефективно» самими державами-членами.
У кількох із цих сфер Договір спрямований на посилення «демократичного функціонування» інституцій шляхом надання безпосередньо обраному Європейському парламенту прав не лише на консультації, але й на спільне прийняття рішень щодо деяких категорій європейського законодавства. Він також надає парламенту повноваження підтверджувати (і, отже, накладати вето) на кандидатури Ради для членів Європейської комісії, виконавчого органу Спільноти.
Розділи III та IV вносять зміни до договорів про заснування ЄОВС та Євратому, щоб завершити їхнє включення до структури Європейської Спільноти.
Розділи V і VI розширюють існуючі міжурядові консультації з питань зовнішньої політики, безпеки та оборони, а також щодо співпраці у сферах юстиції та внутрішніх справ. В обох випадках держави-члени повинні «інформувати та консультуватися одна з одною в рамках Ради ЄС.
Розділ VII, Прикінцеві положення, охоплює ряд питань.
Статті Договору позначалися літерами від A до S.
До Договору додаються Протокол і Угода про соціальну політику. З метою забезпечення того, щоб динаміка єдиного європейського ринку поважала певний мінімальний соціальний захист і захист зайнятости, вони дозволяють Раді Міністрів затверджувати відповідні пропозиції Європейської Комісії на основі кваліфікованої більшости, а не одностайної згоди.
Сполучене Королівство не було стороною Угоди про соціальну політику та забезпечило «відмову» від протоколу. Воно мало зробити те ж саме щодо зобов'язання вступити у фінальну, єдиновулютну, стадію валютного союзу (Сполученому Королівству не довелося відмовлятися від фунта стерлінгів).

## Процедурна історія

### Підписанти
|            |         |                 |           |          |
| Бельгія    | Данія   | Франція         | Греція    | Ірландія |
|            |         |                 |           |          |
| Португалія | Іспанія | Велика Британія | Німеччина |          |

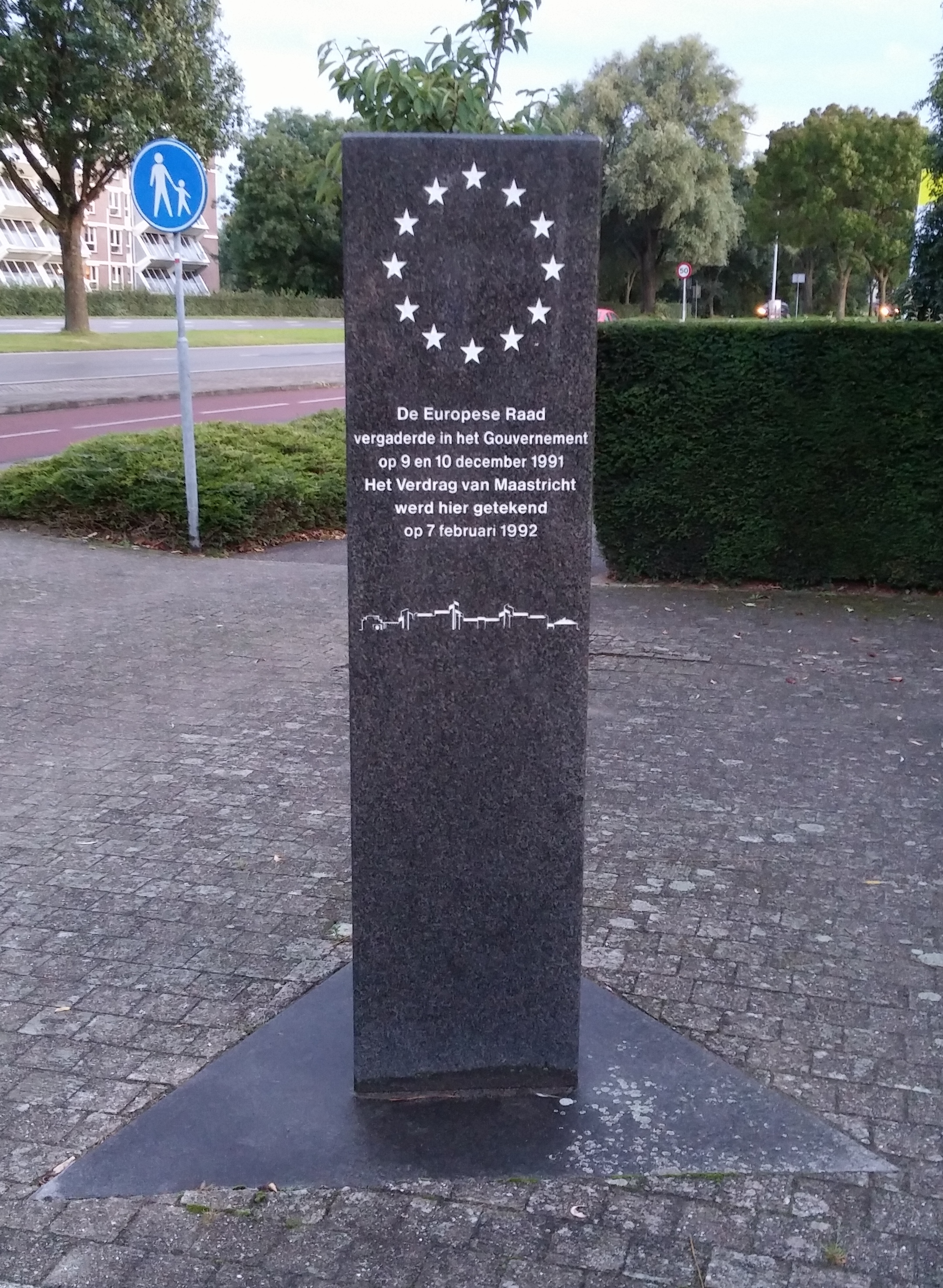
Кам'яний меморіал перед входом до урядової будівлі провінції Лімбурґ у Маастрихті, Нідерланди, на честь підписання Маастрихтського договору.

Держави-підписанти були представлені:
- Марк Ейскенс і Филип Мейштадт (Бельгія)
- Уффе Еллеман-Єнсен та Андерс Фоґ Расмуссен (Данія)
- Ролан Дюма та П'єр Береговуа (Франція)
- Антоніс Самарас та Ефтіміос Христодулу (Греція)
- Джеррі Коллінз і Берті Агерн (Ірландія)
- Джанні Де Мікеліс і Ґвідо Карлі (Італія)
- Жак Поос і Жан-Клод Юнкер (Люксембург)
- Ганс ван ден Брук і Вім Кок (Нідерланди)
- Жоао де Деус Пінейру та Жорже Брага де Маседу (Португалія)
- Франциско Фернандес Ордоньєс і Карлос Сольчаґа (Іспанія)
- Дуґлас Герд і Френсіс Мод (Сполучене Королівство)
- Ганс-Дітріх Геншер і Тео Вайґель (Німеччина)

Внаслідок нідерландського головування в Раді Європейських Спільнот протягом попередніх шести місяців переговорів Договір було підписано в Нідерландах, у місті Маастрихт. Дванадцятьма членами Європейських Спільнот, які підписали Договір 7 лютого 1992 року, були Бельгія, Данія, Франція, Німеччина, Греція, Ірландія, Італія, Люксембург, Португалія, Іспанія, Нідерланди та Сполучене Королівство.

### Ратифікація

Ратифікація договору була завершена дванадцятьма членами ЄС до середини 1993 року, і він набув чинности 1 листопада 1993 року.

У Договорі зазначалося, що він повинен бути ратифікований Високими Договірними Сторонами відповідно до їх відповідних конституційних вимог. У випадку Данії, Франції та Ірландії для цього були потрібні референдуми.
На першому данському референдумі 2 червня 1992 року договір було відхилено з різницею 50,7% проти 49,3%. Поступки, досягнуті наприкінці року в Единбурзі, включаючи, що дуже важливо, таке ж звільнення від єдиної валюти, яке отримала Великобританія (Данія не повинна була відмовлятися від крони), дозволили провести другий референдум. 18 травня 1993 року Маастрихтський договір був схвалений 56,7% голосів.
В Ірландії Одинадцята поправка до Конституції, що дозволяє державі ратифікувати Договір, була схвалена на референдумі, що відбувся 18 червня 1992 року за підтримки 69,1%.
У вересні 1992 року на референдумі у Франції ратифікацію договору підтримали лише 50,8%. Цей незначний відрив у голосуванні за ратифікацію у Франції, відомий на той час як «petit oui», змусив Жака Делора прокоментувати, що «Європа починалася як елітарний проєкт, у якому вважалося, що все, що потрібно, — це переконати тих, хто приймає рішення. Ця фаза доброго деспотизму закінчилася».
У парламенті Сполученого Королівства ратифікація не набрала явної більшости. На знак протесту проти відмови від соціальної політики лейбористи виступили проти, тоді як «антифедералісти» розкололи правлячі консерватори. Прем’єр-міністр Джон Мейджор зміг протистояти своїм «маастрихтським повстанцям», лише прив’язавши ратифікацію до виживання уряду під час вотуму довіри. (Дослідники та спостерігачі припускають, що у Сполученому Королівстві Маастрихтська угода стала «критичною переломною точкою» з точки зору розбіжностей усередині Консервативної партії щодо європейської інтеграції та остаточного розколу правлячої партії у 2016 році на фракції «Вийти та залишитися»).
У Німеччині Маастрихтська угода була прийнята Бундестагом 2 грудня 1992 року більшістю у 543 з 562, а Бундесрат — одностайністю. Бундестаг мав внести зміни до Основоположного закону ФРН, щоб «легалізувати членство Німеччини в Європейському Союзі (стаття 23), а також створити Європейський валютний союз (стаття 88)». Ратифікація була відкладена через оскарження у Федеральному конституційному суді Німеччини, скаржники стверджували, що поправки, що передають суверенні повноваження Європейському Союзу, порушують демократичні принципи (стаття 20 і 38(1)), які не підлягають змінам (стаття 79( 3)); отже, Маастрихтський договір має бути неприйнятним. Суд виніс своє рішення 12 жовтня 1993 року, постановивши, що Маастрихтський договір сумісний із Основоположним законом, але за умови, що Європейський Союз не може наділити себе додатковими повноваженнями без схвалення Бундестагу. Суд також підтвердив своє рішення у справі Solange II, визнаючи верховенство рішень Суду Справедливости, зберігаючи при цьому повноваження переглядати вторинне право Спільноти, щоб гарантувати захист основних прав у тісній співпраці з Судом Справедливости. Німеччина була останньою країною-членом, яка ратифікувала договір, і він набув чинности 1 листопада 1993 року.

## Громадянство Європейського Союзу
З моменту створення Європейської економічної спільноти в 1957 році інтеграціоністи стверджували, що вільний рух працівників є логічним наслідком вільного руху капіталу, товарів і послуг і невід'ємною частиною створення спільного (а згодом і єдиного) європейського ринку. З часом виникла суперечність між переміщеним працівником як «мобільною одиницею виробництва», що сприяє успіху єдиного ринку, і реальністю мігрантів Спільноти як особистостей, які прагнуть реалізувати «особисте право» жити і працювати в іншій державі задля власного добробуту і добробуту своїх родин. Договір ґрунтувався на зростаючій думці про те, що існує загальноєвропейська основа для прав громадянства.
Договір передбачає, що «кожна особа, яка має громадянство держави-члена, є громадянином Союзу». Це спільне і паралельне громадянство надає мігрантам з держав-членів не тільки громадянське право на проживання та працевлаштування, але також, і вперше, політичні права. У новій державі проживання в ЄС громадяни держав-членів мають право голосувати та бути обраними як на місцевих, так і на виборах до Європейського Союзу. Невирішеним у Договорі залишається питання їх доступу до соціальних прав. Тривали політичні дебати щодо того, хто має мати доступ до державних послуг і систем соціального забезпечення, що фінансуються за рахунок податків.

## Економічний і валютний союз

### Франко-німецька угода
Президент Франції Франсуа Міттеран був змушений відмовитися від центрального елементу своєї соціалістичної програми в 1983 році, роботи, що викликала рефляцію, через спекуляції проти франка. Відтоді Міттеран мав намір залучити Німеччину до валютного партнерства. Після падіння Берлінської стіни наприкінці 1989 року Німеччина прагнула возз’єднатися. Франція, Сполучене Королівство та решта Європи висловили занепокоєння щодо об’єднання. Коли в 1990 році канцлер Німеччини Гельмут Коль попросив возз'єднання, Міттеран погодився б лише в тому випадку, якщо Німеччина відмовиться від німецької марки та прийме спільну валюту. Без консультації з президентом Бундесбанку Карлом Отто Пьолем Коль прийняв угоду. Незважаючи на цю перемогу Франції, багато хто вважав, що ціною німецької співпраці став диктат Німеччини правил єдиної валюти. Бундесбанк дав зрозуміти, що економічний успіх Німеччини буде понад усе.

### Кризи ERM
У Сполученому Королівстві Маастрихтське повстання спиралося на досвід «чорної середи». 16 вересня 1992 року британський уряд був змушений вивести фунт стерлінгів з Європейського механізму валютного курсу (ERM). Це було центральним елементом Європейської валютної системи (EMS), узгодженої в 1978 році як засобу зменшення «бар’єру», який нестабільність обмінного курсу створювала для торгівлі всередині Спільноти (і для управління платежами в рамках Спільної сільськогосподарської політики).
Британія приєдналася до ERM у 1990 році на знак зобов’язання уряду контролювати інфляцію (тоді вона була втричі вищою, ніж у Німеччині). З початку 1990 року високі процентні ставки в Німеччині, встановлені Бундесбанком для протидії інфляційному впливу витрат на возз’єднання Німеччини, спричинили значне напруження в усьому ERM. На час власних дебатів щодо ратифікації Франція та Данія також опинилися під тиском на валютних ринках, їхні валюти торгувалися близько до дна своїх діапазонів ERM. У Британії уряд Джона Мейджора зазнав невдачі у дорогій спробі утримати курс фунта вищим за встановлений ліміт обмінного курсу. Незважаючи на політичне приниження, вихід стерлінга з ERM супроводжувався у Сполученому Королівстві економічним відновленням і значним падінням зайнятости.

### Маастрихтські критерії
Маючи «бажання досягти зміцнення та конвергенції та створити економічний та валютний союз, включаючи... єдину та стабільну валюту», Договір постановив, що «держави-члени розглядають свою економічну політику як справу спільного занепокоєння», і що прийняті зобов’язання мають бути предметом «взаємного спостереження». Широко відомі як Маастрихтські критерії, ці зобов’язання являли собою порогові показники для держав-членів щодо просування до третього етапу Європейського економічного та валютного союзу (ЄВС), прийняття спільної валюти (євро).
Чотири «критерії конвергенції», як детально описано в доданих протоколах, передбачають контроль над інфляцією, державним боргом і державним дефіцитом, стабільністю обмінного курсу та внутрішніми процентними ставками. З обмеженою свободою дій, наданою за виняткових обставин, зобов’язання полягають у підтримці:
1. Інфляція на рівні не більш ніж на 1,5 відсоткових пункти вище, ніж середній показник у трьох державах-членах з найкращими показниками (з найнижчою інфляцією);
2. «бюджетний стан», який дозволяє уникнути «надмірного» державного дефіциту, визначеного у відношенні до валового внутрішнього продукту (ВВП), що перевищує 3% для річного дефіциту та 60% для валового державного боргу;
3. обмінний курс національної валюти в межах нормальних коливань за механізмом обмінного курсу Європейської валютної системи без серйозної напруги принаймні за останні два роки; і
4. номінальні довгострокові відсоткові ставки не більше ніж на 2 відсоткові пункти вищі, ніж у трьох державах-членах з найнижчою інфляцією.

### Мандат Європейського центрального банку
Ці критерії, у свою чергу, продиктували повноваження Європейської системи центральних банків, до складу якої входять національні центральні банки та Європейський центральний банк. Як передбачено Договором, 1 червня 1998 року ЄЦБ замінив свій тіньовий Європейський валютний інститут і почав виконувати свої повноваження з введенням євро 1 січня 1999 року.
Договір присвячує центральну банківську систему ЄС ціновій стабільності та надає їй «ступінь незалежности від обраних посадових осіб», більший навіть «ніж у його передбачуваної моделі, німецького Бундесбанку». У той час як Бундесбанк, згідно зі статтею 12 свого статуту, «зобов’язаний підтримувати загальну економічну політику Федерального уряду [Німеччини]», зобов’язання ЄЦБ «підтримувати загальну економічну політику в Спільноті» полягає в тому, щоб бути «без шкода» ціновій стабільності, «головній меті» Банку. Крім того, це обумовлено чітким розумінням того, що «ані ЄЦБ, ані національний центральний банк, ані будь-який член їхніх органів прийняття рішень не повинні запитувати або приймати вказівки від установ чи органів Спільноти від будь-якого уряду держави-члена або від будь-якого іншого органу».
Здавалося б, ще більше унеможливлюючи будь-яку можливість використання одновалютної банківської системи для регулювання європейських фінансових ринків з метою підтримки потенційно інфляційної політики, Договір прямо забороняє ЄЦБ або будь-якому центральному банку держави-члена надавати «овердрафт або будь-який інший вид кредитних коштів» «установам або органам Спільноти, центральним урядам, регіональним, місцевим або іншим державним органам, іншим органам, що регулюються публічним правом, або державним підприємствам держав-членів», а також купувати у них боргові зобов'язання.

### Маастрихтська економіко-політична модель
Критики вважали, що, обмежуючи роль майбутнього ЄЦБ і євро в національній або координованій Союзом рефляційній політиці, Маастрихтський договір підтвердив те, що до кінця 1980-х років було загальною ортодоксальною економічною політикою в межах Спільноти. Це було описано як «перевернуте кейнсіанство»: макроекономічна політика спрямована не на забезпечення рівня попиту при повній зайнятости, а на підтримку стабільности цін і фінансових ринків за допомогою обмежувального контролю над грошовим зростанням і державними видатками; мікроекономічна політика не на контроль над доходами і цінами для підтримки фіскальної експансії, а на заохочення створення робочих місць шляхом зменшення бар'єрів на шляху до зниження вартости робочої сили. Зобов'язання щодо валютного союзу та критерії конвергенції не дозволяли країнам-членам вдаватися до валютної дефляції для послаблення обмежень платіжного балансу на внутрішні видатки і залишали «гнучкість» ринку праці як основний засіб подолання асиметричних економічних шоків.
Ці обмеження мали стати центром політичного контролю та громадського протесту під час європейської боргової кризи нового століття. Починаючи з Греції в 2009 році, уряди кількох країн єврозони (Португалії, Ірландії, Іспанії та Кіпру) оголосили про неспроможність погасити або рефінансувати свій державний борг або виручити банки з надмірною заборгованістю без допомоги третіх сторін. «Жорстка економія», яку вони згодом висунули як умову надання допомоги з боку Німеччини та інших своїх партнерів з ЄС із позитивним торговим балансом, викликала заклики до нових домовленостей для кращого управління платіжним дисбалансом між державами-членами та полегшення тягаря коригування заробітної плати, домогосподарства, які отримують допомогу. Міністр фінансів Греції Яніс Варуфакіс назвав Маастрихтські критерії створенням союзу дефляції та безробіття.
Заперечуючи на захист Маастрихтських критеріїв, міністр фінансів Німеччини Вольфґанґ Шойбле стверджував, що «старий спосіб стимулювання зростання не працюватиме». Існує реальна «моральна небезпека», дозволяючи державам-членам накопичувати більші борги в єврозоні – більші борги, які, зрештою, не мають відношення до більшого зростання. Він наполягав на тому, що Маастрихтські критерії були правильними, коли відповідальність за зростання поклали на «конкурентоспроможність, структурні реформи, інвестиції та стале фінансування».

## Зовнішня політика та політика безпеки, правосуддя та внутрішні справи
Співпраця, запропонована в Маастрихтському договорі у сфері зовнішньої політики та політики безпеки, а також у сфері юстиції та внутрішніх справ, поряд із Європейською Спільнотоб характеризувалася в офіційних коментарях як другий і третій «підвалини» Союзу. Договір, однак, не передбачав жодних істотних відхилень у цих сферах. Координація у зовнішній політиці та політиці безпеки відбувалася з початку 1970-х років під назвою Європейська політична співпраця (EPC), яка вперше була включено до договорів у Єдиному європейському акті 1987 року. Співпраця з правоохоронних органів, кримінального правосуддя, надання притулку, імміграції та інших судових питань здійснювалася відповідно до Шенгенської угоди та Конвенції 1990 року.
Нові положення закликали уряди «інформувати та консультуватись один з одним у рамках Ради міністрів», але в іншому випадку продовжувалась співпраця на основі міжурядового зв’язку за межами ЄС та його установ. Західноєвропейський Союз, донедавна вмираючий клуб в рамках НАТО, описаний як «невід’ємна частина розвитку Союзу» і звернувся до нього з проханням допомогти «розробити та реалізувати рішення та дії Союзу, які мають оборонні наслідки». Проте зрозуміло, що ніщо не можна тлумачити як систематичне обмеження зовнішньої чи оборонної політики окремих держав-членів. «У разі неспроможности прийняти рішення Ради», яке потребує одностайности, держава-член може прийняти такі дії, які він вважає «необхідними». Це, зокрема, була поступка Сполученому Королівству, яке продовжувало наполягати на достатності Північноатлантичного альянсу (за підтримки неприєднаних держав-членів, Ірландії та Австрії, на Амстердамському саміті 1997 року Сполучене Королівство запобігло злиттю ЗЄС та ЄС).

## Субсидіарність і спільне прийняття рішень
Як неявна презумпція субсидіарности, субсидіарність могла розглядатися як стримуючий фактор наднаціонального розвитку ЄЕС. Але Маастрихтський договір, зробивши його явним конституційним принципом, відкрив «дебати про те, чи посилює це держави, регіони або місцеве самоврядування по відношенню до ЄС, чи навпаки». Субсидіарність можна розглядати як принцип федералізації. Для кожного починання він ставить питання про те, чи національна політика чи політика Спільноти є найефективнішим засобом, і підносить просту корисність над будь-якою повагою до національних чи місцевих почуттів, хоча й з припущенням, що дії будуть вжиті на європейському рівні лише там, де національні зусилля не можуть досягти мети, про яку йде мова.
Скептики відзначають, що Договір не пропонує юридично обґрунтованого визначення субсидіарности. Швидше існує «серія попередніх вказівок щодо дій Спільноти в документі, повному неточних понять: «достатньо», «краще досягнуто», «те, що необхідно», «для досягнення цілей», суб’єктивні поняття, які залишають відкритим шлях для інтерпретації чи практичних розробок». Жак Сантер, прем’єр-міністр Люксембургу, визнав, що консенсус навколо принципу субсидіарности був можливий лише тому, що «він приховує різні тлумачення».
Договір 1992 року, можливо, запровадив більш послідовний конституційний принцип щодо сприяння «спільному прийняттю рішень». Він запровадив процедури, які зробили Європейський парламент «співзаконодавцем із Радою міністрів», і з тих пір були розроблені та поширені майже на всі сфери, де Рада приймає рішення щодо законодавства кваліфікованою більшістю голосів. «Основи спільного прийняття рішень у Маастрихтському договорі» привели до шляхів примирення розбіжностей між Парламентом і Радою, формально через «процедуру примирення» та неофіційно через «триалоги», що включають переговори між Європейським Парламентом, Радою та Комісією, які стали стандартними для більшости законодавчих процедур.

## Наслідки

Підписання договору

Цілі Європейської Спільноти, заявлені в Маастрихтському договорі, охоплювали дуже широке коло питань.
Нова організація була покликана сприяти економічному та суспільному прогресам європейських народів, високому рівню зайнятости та досягненню збалансованого, сталого розвитку, сприяти утвердженню самобутности Союзу на міжнародній арені загальною зовнішньою та безпековою політикою, а також посилити захист прав та інтересів громадян.
Ратифікація Маастрихтського договору вивела європейську спільноту на рівень політичної інтеграції. Країни-члени стали на шлях об'єднання зусиль у реалізації спільної зовнішньої політики й політики безпеки; європейського громадянства; гармонізації юридичних і політичних порядків країн-членів у просторі без кордонів. Маастрихтський договір сприяв якісному прогресові євроінтеграції, спрямовуючи динаміку Спільноти по шляху розбудови економічного й валютного союзу, введення єдиної валютної одиниці, а також посилення соціально-економічного гуртування. Функціонування Спільноти стало водночас більш ефективним і більш демократичним у соціально-економічній сфері, однак, у політичному секторі домінують міжурядові структури.

## Внесення змін до договорів
При створенні Європейського Союзу Маастрихтський договір змінив договори, які заснували Європейські Спільноти в 1950-х роках. Після приєднання до ЄС Австрії, Фінляндії та Швеції до нього, у свою чергу, були внесені зміни Амстердамським (1997) і Ніццьким (2001) договорами. Після приєднання ще дванадцяти держав, десяти з колишнього Східного блоку – Болгарії, Чехії, Естонії, Угорщини, Латвії, Литви, Польщі, Румунії, Словаччини та Словенії – а також Кіпру та Мальти, а також скасованого Договору про європейську Конституція, Договір про Європейський Союз і Договір про заснування Європейської Спільноти (ДЄС) були більш детально переглянуті. Лісабонський договір 2007 року знову вніс зміни до обох і перейменовує ДЄС на Договір про функціонування Європейського Союзу (ДФЄС).

## Хронологія
| Підписаний Діє з Документ      | 1948 Брюссельський договір                                         | 1951 1952 Паризький договір                                                       | 1954 1955 Поправки до Брюссельського договору                                     | 1957 1958 Римські договори                                                        | 1965 1967 Договір злиття                        | 1975 Н/Д Висновки Європейської ради             | 1985 Шенгенська угода                         | 1986 1987 Єдиний європейський акт             | 1992 1993 Маастрихтський договір              | 1992 1993 Маастрихтський договір | 1997 1999 Амстердамський договір | 2001 2003 Ніццький договір | 2007 2009 Лісабонська угода | 2007 2009 Лісабонська угода |  |  |  |  |  |  |  |
|                                |                                                                    |                                                                                   |                                                                                   |                                                                                   |                                                 |                                                 |                                               |                                               |                                               |                                  |                                  |                            |                             |                             |  |  |  |  |  |  |  |
| Підвалини Європейського Союзу: |                                                                    |                                                                                   |                                                                                   |                                                                                   |                                                 |                                                 |                                               |                                               |                                               |                                  |                                  |                            |                             |                             |  |  |  |  |  |  |  |
| Європейські спільноти          |                                                                    |                                                                                   |                                                                                   |                                                                                   |                                                 |                                                 |                                               |                                               |                                               |                                  |                                  |                            |                             |                             |  |  |  |  |  |  |  |
|                                | Європейська спільнота з атомної енергії (Євратом)                  |                                                                                   |                                                                                   |                                                                                   |                                                 |                                                 |                                               |                                               |                                               |                                  |                                  |                            |                             |                             |  |  |  |  |  |  |  |
|                                |                                                                    |                                                                                   | Європейська спільнота з вугілля та сталі (ЄСВС)                                   | Європейська спільнота з вугілля та сталі (ЄСВС)                                   | Європейська спільнота з вугілля та сталі (ЄСВС) | Європейська спільнота з вугілля та сталі (ЄСВС) | Термін дії договору минув у 2002 р.           | Термін дії договору минув у 2002 р.           | Термін дії договору минув у 2002 р.           |                                  | Європейський Союз (ЄС)           | Європейський Союз (ЄС)     |                             |                             |  |  |  |  |  |  |  |
|                                |                                                                    |                                                                                   | Європейська економічна спільнота (ЄЕС)                                            |                                                                                   |                                                 |                                                 |                                               |                                               |                                               |                                  | Європейський Союз (ЄС)           | Європейський Союз (ЄС)     |                             |                             |  |  |  |  |  |  |  |
|                                |                                                                    |                                                                                   |                                                                                   | Шенгенська угода                                                                  |                                                 |                                                 | Європейська спільнота (ЄС)                    | Європейська спільнота (ЄС)                    |                                               |                                  | Європейський Союз (ЄС)           | Європейський Союз (ЄС)     |                             |                             |  |  |  |  |  |  |  |
|                                |                                                                    | Співробітництво TREVI (тероризм, радикалізм, екстремізм та міжнародне насильство) | Співробітництво TREVI (тероризм, радикалізм, екстремізм та міжнародне насильство) | Співробітництво TREVI (тероризм, радикалізм, екстремізм та міжнародне насильство) | Правосуддя та внутрішні справи                  |                                                 | Європейська спільнота (ЄС)                    | Європейська спільнота (ЄС)                    |                                               |                                  | Європейський Союз (ЄС)           | Європейський Союз (ЄС)     |                             |                             |  |  |  |  |  |  |  |
|                                | Співробітництво між поліцією та правосуддям у кримінальних справах | Співробітництво TREVI (тероризм, радикалізм, екстремізм та міжнародне насильство) | Співробітництво TREVI (тероризм, радикалізм, екстремізм та міжнародне насильство) | Співробітництво TREVI (тероризм, радикалізм, екстремізм та міжнародне насильство) | Правосуддя та внутрішні справи                  |                                                 |                                               |                                               |                                               |                                  | Європейський Союз (ЄС)           | Європейський Союз (ЄС)     |                             |                             |  |  |  |  |  |  |  |
|                                |                                                                    |                                                                                   |                                                                                   |                                                                                   | Європейська політична співпраця                 | Спільна зовнішня та безпекова політика (СЗБП)   | Спільна зовнішня та безпекова політика (СЗБП) | Спільна зовнішня та безпекова політика (СЗБП) | Спільна зовнішня та безпекова політика (СЗБП) |                                  | Європейський Союз (ЄС)           | Європейський Союз (ЄС)     |                             |                             |  |  |  |  |  |  |  |
| Неконсолідовані органи         | Неконсолідовані органи                                             | Західноєвропейський союз (ЗЄС)                                                    | Західноєвропейський союз (ЗЄС)                                                    | Західноєвропейський союз (ЗЄС)                                                    | Західноєвропейський союз (ЗЄС)                  | Західноєвропейський союз (ЗЄС)                  | Західноєвропейський союз (ЗЄС)                |                                               |                                               |                                  |                                  | Європейський Союз (ЄС)     |                             |                             |  |  |  |  |  |  |  |
| Неконсолідовані органи         | Неконсолідовані органи                                             | Західноєвропейський союз (ЗЄС)                                                    | Західноєвропейський союз (ЗЄС)                                                    | Західноєвропейський союз (ЗЄС)                                                    | Західноєвропейський союз (ЗЄС)                  | Західноєвропейський союз (ЗЄС)                  | Західноєвропейський союз (ЗЄС)                | Припинив існування у 2011 р.                  |                                               |                                  |                                  |                            |                             |                             |  |  |  |  |  |  |  |
|                                |                                                                    |                                                                                   |                                                                                   |                                                                                   |                                                 |                                                 |                                               |                                               |                                               |                                  |                                  |                            |                             |                             |  |  |  |  |  |  |  |